# Gneevgullia
Gneevgullia är en ort i republiken Irland.   Den ligger i grevskapet Ciarraí och provinsen Munster, i den sydvästra delen av landet, 250 km sydväst om huvudstaden Dublin. Gneevgullia ligger 232 meter över havet och antalet invånare är 256.
Terrängen runt Gneevgullia är huvudsakligen platt, men åt sydost är den kuperad.Runt Gneevgullia är det ganska glesbefolkat, med 24 invånare per kvadratkilometer. Närmaste större samhälle är Killarney, 18,6 km väster om Gneevgullia. Trakten runt Gneevgullia består i huvudsak av gräsmarker.